# NFC West
A NFC West refere-se a Divisão Oeste do National Football Conference, da National Football League. Ela possui no momento quatro membros: 
Arizona Cardinals, Los Angeles Rams, San Francisco 49ers, e Seattle Seahawks.
Quando a divisão foi criada depois da Fusão AFL-NFL em 1970, a divisão possuía estes quatro times: Atlanta Falcons, Los Angeles Rams, New Orleans Saints, e San Francisco 49ers. Quando os Seattle Seahawks começaram a jogar em 1976, eles passaram seu primeiro ano nesta divisão antes de mudar-se para a AFC West, no ano seguinte.
O re-alinhamento de 2002 mudou totalmente a NFC West. Os Falcons, Panthers, e Saints foram para a NFC South, enquanto os Cardinals e Seahawks entraram na NFC West.

## Campeões da divisão
| Temporada | Time                | Recorde | Resultado do Playoff             |
| --------- | ------------------- | ------- | -------------------------------- |
| 1970      | San Francisco 49ers | 10-3-1  | Perdeu o NFC Championship Game   |
| 1971      | San Francisco 49ers | 9-5-0   | Perdeu o NFC Championship Game   |
| 1972      | San Francisco 49ers | 8-5-1   | Perdeu o NFC Divisional Playoffs |
| 1973      | Los Angeles Rams    | 12-2-0  | Perdeu o NFC Divisional Playoffs |
| 1974      | Los Angeles Rams    | 10-4-0  | Perdeu o NFC Championship Game   |
| 1975      | Los Angeles Rams    | 12-2-0  | Perdeu o NFC Championship Game   |
| 1976      | Los Angeles Rams    | 10-3-1  | Perdeu o NFC Championship Game   |
| 1977      | Los Angeles Rams    | 10-4-0  | Perdeu o NFC Divisional Playoffs |
| 1978      | Los Angeles Rams    | 12-4-0  | Perdeu o NFC Championship Game   |
| 1979      | Los Angeles Rams    | 9-7-0   | Perdeu o Super Bowl XIV          |
| 1980      | Atlanta Falcons     | 12-4-0  | Perdeu o NFC Divisional Playoffs |
| 1981      | San Francisco 49ers | 13-3-0  | Ganhou o Super Bowl XVI          |
| 1982      | Atlanta Falcons     | 5-4-0   | Perdeu o NFC First Round         |
| 1983      | San Francisco 49ers | 10-6-0  | Perdeu o NFC Championship Game   |
| 1984      | San Francisco 49ers | 15-1-0  | Ganhou o Super Bowl XIX          |
| 1985      | Atlanta Falcons     | 11-5-0  | Perdeu o NFC Championship Game   |
| 1986      | San Francisco 49ers | 10-5-1  | Perdeu o NFC Divisional Playoffs |
| 1987      | San Francisco 49ers | 13-2-0  | Perdeu o NFC Divisional Playoffs |
| 1988      | San Francisco 49ers | 10-6-0  | Ganhou o Super Bowl XXIII        |
| 1989      | San Francisco 49ers | 14-2-0  | Ganhou o Super Bowl XXIV         |
| 1990      | San Francisco 49ers | 14-2-0  | Perdeu o NFC Championship Game   |
| 1991      | New Orleans Saints  | 11-5-0  | Perdeu o NFC Wild Card Playoffs  |
| 1992      | San Francisco 49ers | 14-2-0  | Perdeu o NFC Championship Game   |
| 1993      | San Francisco 49ers | 10-6-0  | Perdeu o NFC Championship Game   |
| 1994      | San Francisco 49ers | 13-3-0  | Ganhou o Super Bowl XXIX         |
| 1995      | San Francisco 49ers | 11-5-0  | Perdeu o NFC Divisional Playoffs |
| 1996      | Carolina Panthers   | 12-4-0  | Perdeu o NFC Championship Game   |
| 1997      | San Francisco 49ers | 13-3-0  | Perdeu o NFC Championship Game   |
| 1998      | Atlanta Falcons     | 14-2-0  | Perdeu o Super Bowl XXXIII       |
| 1999      | St. Louis Rams      | 13-3-0  | Ganhou o Super Bowl XXXIV        |
| 2000      | New Orleans Saints  | 10-6-0  | Perdeu o NFC Divisional Playoffs |
| 2001      | St. Louis Rams      | 14-2-0  | Perdeu o Super Bowl XXXVI        |
| 2002      | San Francisco 49ers | 10-6-0  | Perdeu o NFC Divisional Playoffs |
| 2003      | St. Louis Rams      | 12-4-0  | Perdeu o NFC Divisional Playoffs |
| 2004      | Seattle Seahawks    | 9-7-0   | Perdeu o NFC Wild Card Playoffs  |
| 2005      | Seattle Seahawks    | 13-3-0  | Perdeu o Super Bowl XL           |
| 2006      | Seattle Seahawks    | 9-7-0   | Perdeu o NFC Divisional Playoffs |
| 2007      | Seattle Seahawks    | 10-6-0  | Perdeu o NFC Divisional Playoffs |
| 2008      | Arizona Cardinals   | 9-7-0   | Perdeu o Super Bowl XLIII        |
| 2009      | Arizona Cardinals   | 9-7-0   | Perdeu o NFC Divisional Playoffs |
| 2010      | Seattle Seahawks    | 7-9-0   | Perdeu o NFC Divisional Playoffs |
| 2011      | San Francisco 49ers | 13-3-0  | Perdeu o NFC Championship Game   |
| 2012      | San Francisco 49ers | 11-4-1  | Perdeu o Super Bowl XLVII        |
| 2013      | Seattle Seahawks    | 12-4-0  | Ganhou o Super Bowl XLVIII       |
| 2014      | Seattle Seahawks    | 12-4-0  | Perdeu o Super Bowl XLIX         |
| 2015      | Arizona Cardinals   | 13-3-0  | Perdeu o NFC Championship Game   |
| 2016      | Seattle Seahawks    | 10-5-1  | Perdeu o NFC Divisional Playoffs |
| 2017      | Los Angeles Rams    | 11-5-0  | Perdeu o NFC Wild Card Playoffs  |
| 2018      | Los Angeles Rams    | 13-3-0  | Perdeu no Super Bowl LIII        |
| 2019      | San Francisco 49ers | 13-3-0  | Perdeu no Super Bowl LIV         |
| 2020      | Seattle Seahawks    | 12-4-0  | Perdeu o NFC Wild Card Playoffs  |
| 2021      | Los Angeles Rams    | 12-5-0  | Ganhou o Super Bowl LVI          |
| 2022      | San Francisco 49ers | 13-4    | Perdeu o NFC Championship Game   |
| 2023      | San Francisco 49ers | 12-5    | Perdeu no Super Bowl LVIII       |
| 2024      | Los Angeles Rams    | 10-7    | Perdeu o NFC Divisional Playoffs |

## Qualificados para o Wild Card
| Temporada | Time                | Recorde | Resultado do Playoff              |
| --------- | ------------------- | ------- | --------------------------------- |
| 1970      | Nenhum              | --      | --                                |
| 1971      | Nenhum              | --      | --                                |
| 1972      | Nenhum              | --      | --                                |
| 1973      | Nenhum              | --      | --                                |
| 1974      | Nenhum              | --      | --                                |
| 1975      | Nenhum              | --      | --                                |
| 1976      | Nenhum              | --      | --                                |
| 1977      | Nenhum              | --      | --                                |
| 1978      | Atlanta Falcons     | 9-7-0   | Perdeu no NFC Divisional Playoffs |
| 1979      | Nenhum              | --      | --                                |
| 1980      | Nenhum              | --      | --                                |
| 1981      | Nenhum              | --      | --                                |
| 1982      | Nenhum              | --      | --                                |
| 1983      | Los Angeles Rams    | 9-7-0   | Perdeu no NFC Divisional Playoffs |
| 1984      | Los Angeles Rams    | 10-6-0  | Perdeu no NFC Wild Card Playoffs  |
| 1985      | San Francisco 49ers | 10-6-0  | Perdeu no NFC Wild Card Playoffs  |
| 1986      | Los Angeles Rams    | 10-6-0  | Perdeu no NFC Wild Card Playoffs  |
| 1987      | New Orleans Saints  | 12-3-0  | Perdeu no NFC Wild Card Playoffs  |
| 1988      | Los Angeles Rams    | 10-6-0  | Perdeu no NFC Wild Card Playoffs  |
| 1989      | Los Angeles Rams    | 11-5-0  | Perdeu no NFC Championship Game   |
| 1990      | New Orleans Saints  | 8-8-0   | Perdeu no NFC Wild Card Playoffs  |
| 1991      | Atlanta Falcons     | 10-6-0  | Perdeu no NFC Divisional Playoffs |
| 1992      | New Orleans Saints  | 12-4-0  | Perdeu no NFC Wild Card Playoffs  |
| 1993      | Nenhum              | --      | --                                |
| 1994      | Nenhum              | --      | --                                |
| 1995      | Atlanta Falcons     | 9-7-0   | Perdeu no NFC Wild Card Playoffs  |
| 1996      | San Francisco 49ers | 12-4-0  | Perdeu no NFC Divisional Playoffs |
| 1997      | Nenhum              | --      | --                                |
| 1998      | San Francisco 49ers | 12-4-0  | Perdeu no NFC Divisional Playoffs |
| 1999      | Nenhum              | --      | --                                |
| 2000      | St. Louis Rams      | 10-6-0  | Perdeu no NFC Wild Card Playoffs  |
| 2001      | San Francisco 49ers | 12-4-0  | Perdeu no NFC Wild Card Playoffs  |
| 2002      | Nenhum              | --      | --                                |
| 2003      | Seattle Seahawks    | 10-6-0  | Perdeu no NFC Wild Card Playoffs  |
| 2004      | St. Louis Rams      | 8-8-0   | Perdeu no NFC Divisional Playoffs |
| 2005      | Nenhum              | --      | --                                |
| 2006      | Nenhum              | --      | --                                |
| 2007      | Nenhum              | --      | --                                |
| 2008      | Nenhum              | --      | --                                |
| 2009      | Nenhum              | --      | --                                |
| 2010      | Nenhum              | --      | --                                |
| 2011      | Nenhum              | --      | --                                |
| 2012      | Seattle Seahawks    | 11-5-0  | Perdeu no NFC Divisional Playoffs |
| 2013      | San Francisco 49ers | 12-4-0  | Perdeu no NFC Championship Game   |
| 2014      | Arizona Cardinals   | 11-5-0  | Perdeu no NFC Wild Card Playoffs  |
| 2015      | Seattle Seahawks    | 10-6-0  | Perdeu no NFC Divisional Playoffs |
| 2016      | Nenhum              | --      | --                                |
| 2017      | Nenhum              | --      | --                                |
| 2018      | Seattle Seahawks    | 10-6-0  | Perdeu no NFC Wild Card Playoffs  |
| 2019      | Seattle Seahawks    | 10-6-0  | Perdeu no NFC Divisional Playoffs |
| 2020      | Los Angeles Rams    | 10-6-0  | Perdeu no NFC Divisional Playoffs |
| 2021      | San Francisco 49ers | 10-7-0  | Perdeu no NFC Championship Game   |
| 2021      | Arizona Cardinals   | 11-6-0  | Perdeu no NFC Wild Card Playoffs  |
| 2022      | Seattle Seahawks    | 9-8     | Perdeu no NFC Wild Card Playoffs  |
| 2023      | Los Angeles Rams    | 10-7    | Perdeu no NFC Wild Card Playoffs  |
| 2024      | Nenhum              | --      | --                                |

## Títulos por franquia
| Franquia                   | nº de títulos |
| -------------------------- | ------------- |
| San Francisco 49ers        | 22            |
| St. Louis/Los Angeles Rams | 17            |
| Seattle Seahawks           | 9             |
| Arizona Cardinals          | 3             |
| Atlanta Falcons            | 2             |
| New Orleans Saints         | 2             |
| Carolina Panthers          | 1             |